# Milk Cup
Der Milk Cup ist ein internationales Jugendfußballturnier, das jährlich in Nordirland stattfindet. Er wurde 1983 als U-16-Wettbewerb gegründet. 1985 kam ein U-14-Wettbewerb hinzu und seit 1995 wird zudem ein U-19-Wettbewerb ausgetragen. Während im U-14- und im U-16-Wettbewerb Vereinsmannschaften um den Milk Cup spielen, nehmen am U-19-Wettbewerb Jugendnationalmannschaften teil. Die Spiele des Milk Cup finden hauptsächlich an der Nordküste von Nordirland statt und zwar in den Städten Portrush, Portstewart, Castlerock, Limavady, Coleraine, Ballymoney, Ballymena und Broughshane.

## Geschichte
Der Milk Cup wurde 1983 mit sechzehn teilnehmenden Mannschaften im U-16-Bereich erstmals ausgetragen. FC Motherwell aus Schottland war der erste Turniergewinner. Das Turnier wurde von Jim Weir, Victor Leonard, George Logan und Bertie Peacock, einem der bekanntesten Fußballspieler der Region, begründet.

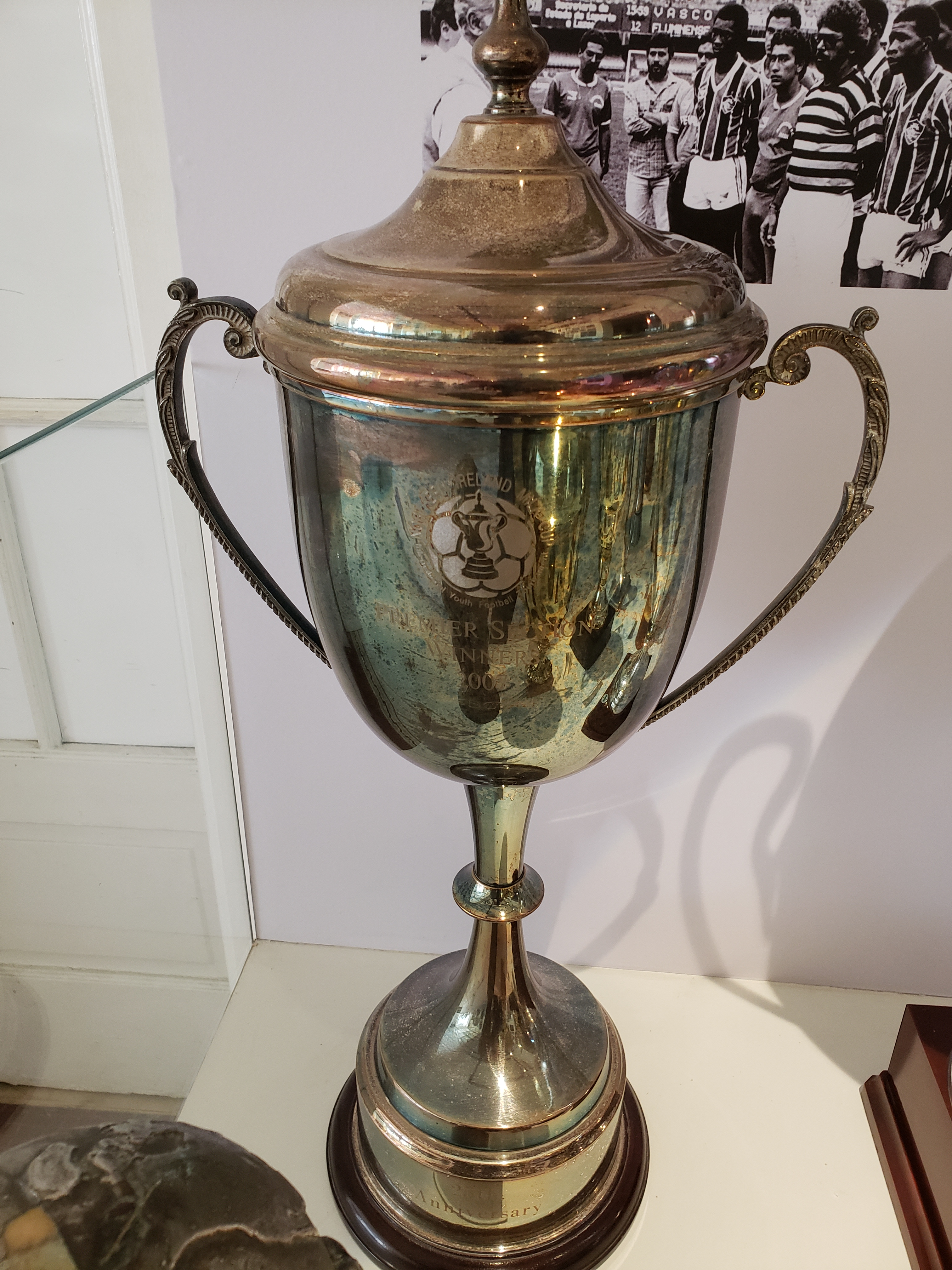
Milk Cup Sub-16 2007.

1985 wurde der U-14-Bereich eingeführt und der erste Gewinner, Glasgow Rangers, kam ebenfalls aus Schottland. Der Wettbewerb wuchs über die Jahre in beiden Altersklassen, wobei sich beim Turnier zunehmend Mannschaften aller Kontinente miteinander maßen. Der U-19-Bereich wurde 1995 eingeführt, wobei die walisische U-19-Nationalmannschaft zum ersten Turniersieger in dieser Altersklasse wurde. Traditionell werden die Finalspiele am Freitagabend im Stadion Coleraine Showgrounds ausgetragen.
Viele aktuelle international aktive Fußballspieler wie Charlie Davies, Jonathan Spector, Paul Scholes, und Wayne Rooney Bei der Fußball-Weltmeisterschaft 2002 spielten 30 Fußballspieler, die am Milk Cup teilgenommen hatten.
Um das 25-jährige Jubiläum des Turniers zu feiern, wurde am 14. Juli 2007 ein Freundschaftsspiel der nordirischen Fußballnationalmannschaft und dem viermaligen U-14 Turniersieger FC Everton im Stadion Coleraine Showgrounds ausgetragen, das Everton 2:0 gewann.
Ein wichtiges Merkmal des Milk Cups ist die Integration von sechs repräsentativen Mannschaften aus jedem County Nordirlands, Antrim, Armagh, Down, Fermanagh, Londonderry und Tyrone. Dieses System erlaubt es jungen Spielern aus allen Teilen von Nordirland, gegen die besten Mannschaften der Welt ihrer Altersklasse anzutreten.

## Gewinner
| Jahr | U-19                      | U-19                      |                     | U-16                | U-16                  |                              | U-14         | U-14       |
| Jahr | Gewinner                  | Zweiter                   | Gewinner            | Zweiter             | Gewinner              | Zweiter                      |              |            |
| ---- | ------------------------- | ------------------------- | ------------------- | ------------------- | --------------------- | ---------------------------- | ------------ | ---------- |
| 1983 | begründet 1995            | begründet 1995            | FC Motherwell       | Coleraine FC        | begründet 1985        | begründet 1985               |              |            |
| 1984 | begründet 1995            | begründet 1995            | Celtic Glasgow      | FC Motherwell       | begründet 1985        | begründet 1985               |              |            |
| 1985 | begründet 1995            | begründet 1995            | Newcastle United    | Coleraine FC        | Glasgow Rangers       | FC Craigavon                 |              |            |
| 1986 | begründet 1995            | begründet 1995            | Dundee United       | Newcastle United    | Craigavon United      | Crewe Alexandra              |              |            |
| 1987 | begründet 1995            | begründet 1995            | Crewe Alexandra     | FC Liverpool        | Dundee United         | Crewe Alexandra              |              |            |
| 1988 | begründet 1995            | begründet 1995            | FC Liverpool        | FC Motherwell       | Home Farm FC          | Dundee United                |              |            |
| 1989 | begründet 1995            | begründet 1995            | Newcastle United    | Manchester United   | Dungannon Swifts      | Dublin & District Schoolboys |              |            |
| 1990 | begründet 1995            | begründet 1995            | Tottenham Hotspur   | Crewe Alexandra     | Crewe Alexandra       | Hibernian Edinburgh          |              |            |
| 1991 | begründet 1995            | begründet 1995            | Manchester United   | Heart of Midlothian | Norwich City          | Dundee United                |              |            |
| 1992 | begründet 1995            | begründet 1995            | Glasgow Rangers     | Nottingham Forest   | Norwich City          | Heart of Midlothian          |              |            |
| 1993 | begründet 1995            | begründet 1995            | Cherry Orchard      | Glasgow Rangers     | Slowakei              | Heart of Midlothian          |              |            |
| 1994 | begründet 1995            | begründet 1995            | Heart of Midlothian | Russland            | FC Middlesbrough      | Manchester United            |              |            |
| 1995 | Wales                     |                           | Russland            | Feyenoord Rotterdam | FC Everton            | Norwich City                 |              |            |
| 1996 | Türkei                    |                           | Tottenham Hotspur   | Blackburn Rovers    | West Ham United       | FC Motherwell                |              |            |
| 1997 | Nordirland                |                           | FC Middlesbrough    | Manchester United   | West Ham United       | FC Middlesbrough             |              |            |
| 1998 | Türkei                    |                           | Chile               | West Ham United     | Crewe Alexandra       | West Ham United              |              |            |
| 1999 | Vitória                   |                           | Crewe Alexandra     | Manchester United   | Manchester City       | FC Everton                   |              |            |
| 2000 | Chile                     |                           | Türkei              | Manchester City     | Charlton Athletic     | Manchester City              |              |            |
| 2001 | Mexiko                    | Schottland                | Paraguay            | Manchester United   | Norwich City          | Heart of Midlothian          |              |            |
| 2002 | Paraguay                  | Dänemark                  | Leeds United        | Panathinaikos Athen | FC Everton            | Botafogo FR                  |              |            |
| 2003 | Paraguay                  | Brasilien                 | Manchester United   | Preston North End   | Racing Club           | Heart of Midlothian          |              |            |
| 2004 | Türkei                    | Brasilien                 | Heart of Midlothian | Belvedere           | Maccabi Haifa         | FC Everton                   |              |            |
| 2005 | Vereinigte Staaten (U-20) | Nordirland                | FC Barcelona        | FC Chelsea          | Lyngby BK             | ZSKA Moskau                  |              |            |
| 2006 | Paraguay                  | Vereinigte Staaten (U-20) | Spartak Moskau      | SK Rapid Wien       | Swindon Town          | Crumlin United FC            |              |            |
| 2007 | Israel                    | Nordirland                | Fluminense          | Manchester United   | Deportivo Guadalajara | St. Kevin’s                  |              |            |
| 2008 | Nordirland                | Chile                     | Manchester United   | South Coast Bayern  | FC Everton            | Wolverhampton Wanderers      |              |            |
| 2009 | Nordirland                | Dänemark                  | Manchester United   | Sheffield United    | FC Everton            | FC Watford                   |              |            |
| 2010 | Vereinigte Staaten (U-20) | Nordirland                | Étoile Lusitana     | Bolton Wanderers    | FC Chelsea            | Cruz Azul                    |              |            |
| 2011 | Dänemark                  | Nordirland                |                     | Aspire              | Manchester United     |                              | FC Everton   | Cruz Azul  |
| 2012 | Mexiko                    | Dänemark                  |                     | Desportivo Brasil   | Newcastle United      |                              | FC Brentford | FC Everton |
| 2013 |                           |                           |                     | Manchester United   | FC County Tyrone      |                              |              |            |

## Berichterstattung
Seit 2005 wird der Milk Cup von BBC Nordirland ausgestrahlt, wobei die Berichterstattung von Ulster Television übernommen wird. Die am Freitagabend stattfindenden Finalspiele der U-19 und U-16 Altersklasse werden live auf BBC 2 Nordirland übertragen. Die Höhepunkte des U-14-Finalspieles vom Nachmittag werden ebenfalls in einer Zusammenfassung gezeigt.
Einige weitere Spiele des Milk Cups werden auch auf BBC 2 Nordirland ausgestrahlt. Die anderen Ländern des Vereinigten Königreiches können sich über BBCi und die BBC SPORT Website über das Turnier informieren. Einige Spiele des Milk Cups werden auch Online auf der Internetseite von BBC Nordirland gestreamt. Die Fußballübertragungen werden für gewöhnlich von Stephen Watson moderiert. In den letzten Jahren wurden BBC-Fußballkommentatoren wie Jackie Fullerton, Michael McNamee, Paul Gilmour, Joel Taggart und Experten wie John O’Neill, Gerry Armstrong und Oran Kearney eingesetzt.